# Clorindaia brasileira
Clorindaia brasileira är en insektsart som beskrevs av James Norman Zahniser. Clorindaia brasileira ingår i släktet Clorindaia och familjen dvärgstritar. Inga underarter finns listade i Catalogue of Life.